# Tyana chloroleuca
Tyana chloroleuca är en fjärilsart som beskrevs av Walker 1866. Tyana chloroleuca ingår i släktet Tyana och familjen trågspinnare. Inga underarter finns listade i Catalogue of Life.